# Topeliopsis decorticans
Topeliopsis decorticans är en lavart som först beskrevs av Johannes Müller Argoviensis, och fick sitt nu gällande namn av Frisch & Kalb. Topeliopsis decorticans ingår i släktet Topeliopsis och familjen Graphidaceae.   Inga underarter finns listade i Catalogue of Life.